# Великокурінська сільська рада
Великокурінська сільська рада — колишня адміністративно-територіальна одиниця та орган місцевого самоврядування в Любешівському районі Волинської області з адміністративним центром у селі Великий Курінь.

## Загальні відомості
Історична дата утворення: 22 грудня 1986 року.
Припинила існування 30 листопада 2017 року через об'єднання в Любешівську селищну громаду Волинської області. Натомість утворено Великокурінський старостинський округ при Любешівській селищній громаді.

## Населені пункти
Сільській раді підпорядковувались населені пункти:
- с. Великий Курінь
- с. Проходи

## Склад ради
Рада складалась з 16 депутатів та голови.

### Керівний склад ради
| ПІБ                      | Основні відомості                                                    | Дата обрання | Дата звільнення |
| ------------------------ | -------------------------------------------------------------------- | ------------ | --------------- |
| Божко Анатолій Кирилович | Сільський голова, 1958 року народження, освіта, член народної партії | 26.03.2006   | 31.10.2010      |
| Шмаль Василь Миколайович | Сільський голова, 1983 року народження, освіта вища, безпартійний    | 31.10.2010   |                 |

Примітка: таблиця складена за даними джерела

## Населення
Згідно з переписом УРСР 1989 року чисельність наявного населення сільської ради становила 1147 осіб, з яких 561 чоловік та 586 жінок.
За переписом населення України 2001 року в сільській раді мешкало 1226 осіб.

### Мова
Розподіл населення за рідною мовою за даними перепису 2001 року:
| Мова       | Відсоток |
| ---------- | -------- |
| українська | 99,84 %  |
| російська  | 0,16 %   |